# Let Me Go (3 Doors Down)
Let Me Go è un singolo del gruppo rock statunitense 3 Doors Down, pubblicato nel 2005 ed estratto dall'album Seventeen Days.
Il brano è stato usato nell'episodio 4x19 della popolare serie tv Smallville.

## Tracce
1. Let Me Go (Rock version) - 3:52
2. When I'm Gone (Live) 4:23
3. It's Not Me (Live) - 3:49
4. Let Me Go (Video)